# Marusik yurii
Marusik yurii (лат.) — вид пауков, единственный в составе рода Marusik из семейства пауки-гнафозиды. Эндемик Вьетнама (Ninh Binh, Cuc Phuong National Park).

## Этимология
Род и вид названы в честь Юрия М. Марусика, «одного из самых активных ведущих арахнологов».

## Описание
Мелкие пауки желтоватого цвета. Общая длина 2,45—3,12 мм. Самцов нового рода можно отличить от всех других родов группы Haplodrassus по наличию шести глаз, эмболюсу, наполовину закрытому протоком, и широкому тегулярному апофизу. Карапакс овальный, хелицеры хорошо развиты, с тремя промаргинальными и четырьмя ретромаргинальными зубцами, промаргин покрыт длинными волосками. Опистосома овальная, белая, с желто-коричневыми волосками, без рисунка и дорсального скутума. Спиннеры короткие. Пальпы самца лишены пателлярного апофиза. Ретролатеральный голенный апофиз простой, почти такой же длинный, как и широкий. Тегулярный апофиз пластинчатый, мембранозный. Проток с дорсальной и вентральной частью, дорсальная часть меньше вентральной. Эмболюс изогнутый, заостренный на вершине.